# 他們先殺了我父親：柬埔寨女孩的回憶
《他們先殺了我父親：柬埔寨女孩的回憶》（英語：First They Killed My Father）是一部2017年電影，為好莱坞著名影星安吉丽娜·朱莉執導的劇情長片，故事背景为1970年代红色高棉共产主义政权统治柬埔寨时期进行的红色高棉大屠杀。剧情取材于美籍柬埔寨裔作家梁昂的同名回忆录。

## 榮譽
| 頒獎典禮             | 獎項         | 名字                                   | 結果 | 來源   |
| -------------------- | ------------ | -------------------------------------- | ---- | ------ |
| 第75屆金球獎         | 最佳外語片   | 《他們先殺了我父親：柬埔寨女孩的回憶》 | 提名 | [ 8 ]  |
| 第71屆英國電影學院獎 | 最佳外語片   | 《他們先殺了我父親：柬埔寨女孩的回憶》 | 提名 | [ 9 ]  |
| 第21屆好萊塢電影獎   | 最佳外語電影 | 《他們先殺了我父親：柬埔寨女孩的回憶》 | 獲獎 | [ 10 ] |
| 第89屆國家評論協會獎 | 自由言論獎   | 《他們先殺了我父親：柬埔寨女孩的回憶》 | 獲獎 | [ 11 ] |

## 外部連結
- 在Netflix上觀看《他們先殺了我父親：柬埔寨女孩的回憶》
- 開眼電影網上《弒父：柬埔寨女孩的回憶》的資料（繁體中文）
- 豆瓣电影上《他们先杀了我父亲：一个柬埔寨女儿的回忆录》的資料 （简体中文）
- 时光网上《他们先杀了我父亲：一个柬埔寨女儿的回忆录》的資料（简体中文）
- AllMovie上《他們先殺了我父親：柬埔寨女孩的回憶》的资料（英文）
- 爛番茄上《他們先殺了我父親：柬埔寨女孩的回憶》的資料（英文）
- Metacritic上《他們先殺了我父親：柬埔寨女孩的回憶》的資料（英文）
- 互联网电影数据库（IMDb）上《他們先殺了我父親：柬埔寨女孩的回憶》的资料（英文）